# Martinstor (Wangen im Allgäu)
La porte Martin ou Martinstor, également appelée porte de Lindau, est une tour de cinq étages, et l'une des trois portes de la ville de Wangen im Allgäu encore existantes, avec la porte des Dames et la porte Pfaffentor de l'hôtel de ville, deux autres ayant été démolies au XIXe siècle.

## Histoire et description
La porte a été mentionnée pour la première fois en 1347 et ferme la Paradiesstraße dans la vieille ville vers le sud-ouest. Le passage de la porte en ogive présente encore des restes de peinture gothique. Sa forme actuelle a été obtenue en 1608 lors d'une transformation, d'une surélévation et de la peinture de Johann Andreas Rauch (de). La peinture actuelle a été réalisée par August et Josef Braun (de) en 1924. Elle représente, côté ville, Saint Martin, Ulrich Rösch (de), abbé de Saint-Gall, et Rupert Neß (de), abbé d'Ottobeuren, ainsi que les armoiries de l'abbaye de Saint-Gall, de la ville de Wangen, du royaume de Bavière et du royaume de Wurtemberg. Au-dessus se trouvent des arcatures aveugles avec des horloges peintes (une de chaque côté) et, du côté de la ville, un cadran solaire. Le toit en pavillon rétracté est orné de gargouilles en fer forgé.
L'artiste Toni Schönecker y eut un atelier.